# نوفاب
نوفاب (بالإنجليزية: NoFap)‏ هو موقع ويب، ومنتدى مجتمعي يعمل مجموعة دعم لمن يرغب في الإقلاع عن الإباحية، والاستمناء. يأتي اسم الموقع من المفردة fab، إشارةً إلى استمناء الذكور. الدافع الرئيس لإنشاء الموقع هو محاولة التغلب على الإدمان، والإباحية. أو غيرها من السلوكيات الجنسية القهرية.